# Johannes Kaup
Johannes Kaup (* 1965 in Magdeburg) ist ein österreichischer Radiomoderator und Sendungsgestalter.

## Leben
Johannes Kaup zog 1970 mit seinen Eltern nach Wien. Sein Vater ist Ferdinand Kaup, seine Schwester Veronica Kaup-Hasler. Er studierte Theologie und arbeitet seit 1990 beim Hörfunk Österreich 1 des ORF. Kaup ist auch Psychotherapeut der Daseinsanalyse.

## Auszeichnungen
- 1999 Radiopreis der Erwachsenenbildung Österreich
- 2010 Prof. Claus Gatterer-Preis
- 2012 Dr.-Karl-Renner-Publizistikpreis

## Publikationen
- Worauf vertrauen Sie? Neue Gespräche mit Sinnsuchenden. Styria, Wien 2004, ISBN 3-222-13159-7.
- Wege zu einer gerechteren Welt. Ö1-Features, Ökosoziales Forum Europa, Wien 2005, ISBN 3-9501869-5-6.
- Gebt uns keine Fische, sondern eine Angel. Ö1-Features von Johannes Kaup aus der Sendereihe Radiokolleg, Ökosoziales Forum Europa, Wien 2007, ISBN 978-3-9501869-6-3.
- mit Michael Kerbler: Eine Minute vor zwölf! Warum wir eine neue Weltordnung brauchen. Ö1-Features: Visionäre im Gespräch, Ökosoziales Forum Europa, Wien 2008, ISBN 978-3-9501869-8-7.